# Tenis ziemny na Letniej Uniwersjadzie 2013
Tenis ziemny na Letniej Uniwersjadzie 2013 – turniej tenisowy, który był rozgrywany w dniach 8–16 lipca 2013 roku podczas uniwersjady w rosyjskim Kazaniu. Zawodnicy zmagali się na obiektach Tennis Academy. Tenisiści rywalizowali w siedmiu konkurencjach: singlu i deblu mężczyzn oraz kobiet, mikście, a także grze drużynowej.

## Medaliści
Poczet medalistów zawodów tenisowych podczas Letniej Uniwersjady 2013.
| Konkurencja            | Złoty medal                                                   | Srebrny medal                                                                                  | Brązowy medal                                                          |
| singel kobiet          | Sachie Ishizu                                                 | Sabrina Santamaria                                                                             | Kateřina Vaňková Hiroko Kuwata                                         |
| singel mężczyzn        | Lim Yong-kyu                                                  | Antso Rakotondramanga                                                                          | Konstantin Krawczuk Maxime Quinqueneau                                 |
| debel kobiet           | Anastasija Pawluczenkowa Jelena Wiesnina                      | Noppawan Lertcheewakarn Varatchaya Wongteanchai                                                | Darja Lebieszewa Palina Piechawa Barbara Sobaszkiewicz Sylwia Zagórska |
| debel mężczyzn         | Lee Hsin-han Peng Hsien-yin                                   | Wiktor Bałuda Konstantin Krawczuk                                                              | Lim Yong-kyu Noh Sang-woo Alaksandr Bury Andrej Wasileuski             |
| gra mieszana           | Jelena Wiesnina Andriej Kuzniecow                             | Hiroko Kuwata Shōta Tagawa                                                                     | Lisa Sabino Patrick Olivier Eichenberger Lee Hsin-han Lee Hua-chen     |
| gra drużynowa kobiet   | Japonia · Sachie Ishizu · Hiroko Kuwata · Yuki Tanaka         | Rosja · Anastasija Pawluczenkowa · Jelena Wiesnina · Jekatierina Jaszyna · Margarita Gasparian | Stany Zjednoczone · Sabrina Santamaria · Kaitlyn Christian             |
| gra drużynowa mężczyzn | Korea Południowa · Lim Yong-kyu · Noh Sang-woo · Lee Jea-moon | Chińskie Tajpej · Lee Hsin-han · Peng Hsien-yin · Huang Liang-chi · Wang Chieh-fu              | Rosja · Konstantin Krawczuk · Wiktor Bałuda                            |

### Tabela medalowa
Klasyfikacja medalowa zawodów tenisowych podczas Letniej Uniwersjady 2013.
| Miejsce | Państwo           | Złoto | Srebro | Brąz | Razem |
| ------- | ----------------- | ----- | ------ | ---- | ----- |
| 1       | Rosja             | 2     | 2      | 2    | 6     |
| 2       | Japonia           | 2     | 1      | 1    | 4     |
| 3       | Korea Południowa  | 2     | 0      | 1    | 3     |
| 4       | Chińskie Tajpej   | 1     | 1      | 1    | 3     |
| 5       | Stany Zjednoczone | 0     | 1      | 1    | 2     |
| 6       | Madagaskar        | 0     | 1      | 0    | 1     |
| 6       | Tajlandia         | 0     | 1      | 0    | 1     |
| 8       | Białoruś          | 0     | 0      | 2    | 2     |
| 9       | Czechy            | 0     | 0      | 1    | 1     |
| 9       | Francja           | 0     | 0      | 1    | 1     |
| 9       | Polska            | 0     | 0      | 1    | 1     |
| 9       | Szwajcaria        | 0     | 0      | 1    | 1     |
|         | Razem             | 7     | 7      | 12   | 26    |